# Beroroha
Beroroha ist eine Gemeinde (commune) in der Region Atsimo-Andrefana im Süden von Madagaskar. Im Jahre 2010 hatte sie etwa 20.000 Einwohner und ist Zentrum eines gleichnamigen Distriktes.
Beroroha liegt südlich des Makay-Gebirges auf dem Nordufer des Flusses Mangoky. In der Zwischenkriegszeit war Beroroha ein bedeutendes Gebiet für den Tabak-Anbau, wobei die Erträge des Anbaus auf dem Fluss abtransportiert wurden. Im Jahre 1948 wurde von den Missionaren Unserer lieben Frau von La Salette eine Pfarre gegründet. Die Gemeinde ist Standort eines Flughafens mit einer 950 Meter langen Landebahn. Sie ist Endpunkt der Nationalstraße 15.